# ジャン＝マリー・ルブリ

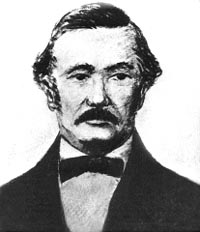

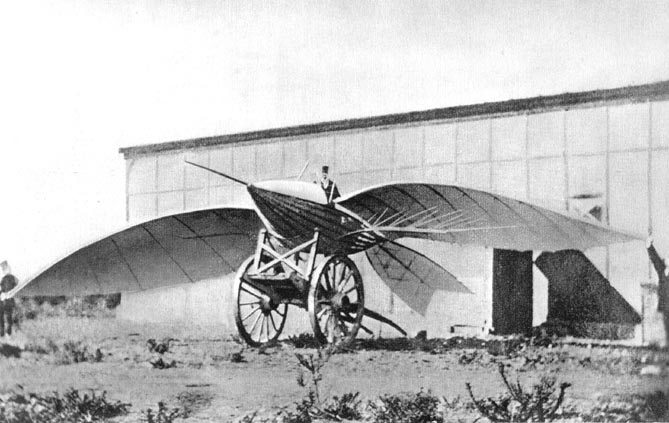
アルバトロス II、1868年（撮影者：ナダール）

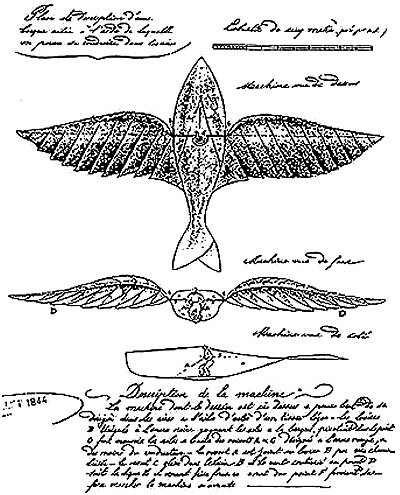
1857年の特許

ジャン＝マリー・ルブリ（Jean-Marie Le Bris 、1817年 - 1872年）はフランス人の航空の先駆者である。1856年12月、操縦装置のついたグライダーで飛行した。
ブルターニュのコンカルノーに生まれた。水兵として世界を回るうちにアホウドリの飛行を参考にグライダーを製作した。フィニステール県のサン＝タンヌ＝ラ＝パリュ（Sainte-Anne-la-Palud ）海岸（現在のプロネヴェ＝ポルゼ）で「人工的なアホウドリ」（L'Albatros artificiel ）と名づけられたグライダーを風に向かって馬で引っ張らせて離陸し、離陸した高さよりも高く飛行することに成功した。記録では100mの高さまで上昇し200mを飛行したとされる。
1868年にフランス海軍の援助を受け、最初の機体を軽量化して重量分布を調整できるようにした2番目の機体を製作し、ブレストで3度飛行を試みたが、結果は良くなかった。1868年の写真が残されており、航空機の写真としては最古のものである。1857年に翼の迎え角を変える発明の特許を得た。